# Kompetenzstufenentwicklung
Die Kompetenzstufenentwicklung ist ein Modell aus der Entwicklungspsychologie und beschreibt die Entwicklung vom inkompetenten zum kompetenten Individuum.
Obwohl es häufig Abraham Maslow zugeschrieben wird, wurde es in den 1970er Jahren von einem Mitarbeiter von Gordon Training International, Noel Burch, entwickelt.

## Die vier Stufen der Kompetenzentwicklung

In der Psychologie überschneiden sich die Stufen der Kompetenzentwicklung, die durch psychologische Maßstäbe beeinflusst werden, durch einen stetigen Wandel zwischen Inkompetenz und Kompetenz. Die Stufen werden in der folgenden Reihenfolge durchlaufen:
1. Unbewusste Inkompetenz: Mangels Anreizen versteht das Individuum nicht, worum es geht, oder weiß nicht, wie etwas bewirkt werden soll; ebenso erkennt es seine eigenen Defizite nicht oder hat ein Problem, sie zu erkennen. Für die Tendenz, sich trotz Unkenntnis als kompetent einzuschätzen, hat sich populärwissenschaftlich der Begriff Dunning-Kruger-Effekt eingebürgert. Personen mit unbewusster Inkompetenz handeln auch intuitiv falsch.
2. Bewusste Inkompetenz: Die Person versteht oder weiß nicht, wie sie etwas erreichen kann, kennt jedoch ihre Defizite und wie sich diese Defizite auswirken. Personen mit bewusster Inkompetenz können zwar intuitiv richtig handeln, können aber ihr Handeln nicht analysieren.
3. Bewusste Kompetenz: Die Person versteht oder weiß, wie sie die Dinge anpacken muss, um ein Ziel zu erreichen. Trotzdem erfordert das Zeigen des Könnens und Wissens eine hohe Konzentration und Bewusstheit. Der Anwender muss ein komplexes Vorgehen in Teilschritte zerlegen, um es bewusst auszuführen. Personen mit bewusster Kompetenz können ihr Vorgehen analysieren.
4. Unbewusste Kompetenz: Das Individuum hat so viel praktische Erfahrung mit seinen Fähigkeiten, dass sie ihm in Fleisch und Blut übergehen und jederzeit abgerufen werden können, oftmals ohne höhere Konzentration in Anspruch nehmen zu müssen. Diese Person kann ihre Fähigkeiten, da sie sich ihrer nicht bewusst ist, nicht mehr problemlos weitervermitteln. Mit unbewusster Kompetenz handeln die Menschen zwar intuitiv richtig, können ihr Handeln aber nicht mehr analysieren.

Daraus folgt, dass Schüler oder Auszubildende über bewusste Inkompetenzen verfügen, und Ausbilder über bewusste Kompetenzen. Insbesondere, wenn wenig Zeit für bewusste Entscheidungen vorhanden ist – etwa bei Unfällen und Notfällen – sind unbewusste Kompetenzen sehr wertvoll. Manche Quellen erwähnen als fünfte Stufe die Gleichgültigkeit: Die Person kümmert sich nicht darum, durch regelmäßige Anwendung die unbewussten oder mittels Schulungen die bewussten Kompetenzen am Leben zu erhalten.